# 锡根体育之友
锡根足球俱乐部是一家位于德国北莱茵-威斯特法伦州锡根的一家足球俱乐部，始建于1899年。目前征战于北萊因-威斯特法倫高級聯賽。